# Кубок Никасио Вилы
Кубок Никасио Вилы (исп. Copa Nicasio Vila) или просто Кубок Вилы — турнир, организованный Лигой Росарина, и проводившийся с 1907 по 1930 годы.
Начиная с 1913 года, победитель Кубка встречался с победителем кубка Карлоса Ибаргурена, победителя турнира Буэнос-Айреса.

## История
Лига Росарина была создана 30 марта 1905 года и состояла из команд города Росарио. Для того, чтобы выявить победителя создается Кубок Сантьяго Пинаско.
В 1907 году, когда количество команд значительно увеличилось, принимается решение создать новый турнир, названный Кубком Никасио Вилы, в честь тогдашнего главы муниципалитета Росарио Никасио Вилы. В турнир вошли 15 клубов. Кубок Сантьяго Пинаско стал кубком для команд второй лиги Росарины.
В 1912 году турнир пережил кризис: несколько клубов ушли из Лиги Росарина и создали Федерацию Футбола Росарина, вследствие чего не участвовали в Кубке Вилы. Эта ситуация продолжалась до 1914 года, когда команды вернулись в Лигу.
В 1930 году, с наступлением эры профессионального футбола в Аргентине, Лига Росарина преобразовывается в Ассоциацию футбола Росарина, Кубок Никасио Вилы заменяют на Турнир губернатора Лусиано Молинаса. Кубок Сантьяго Пинаско продолжает своё существование как турнир команд второй Лиги Росарины.

## Победители
- 1907 Ньюэллс Олд Бойз
- 1908 Росарио Сентраль
- 1909 Ньюэллс Олд Бойз
- 1910 Ньюэллс Олд Бойз
- 1911 Ньюэллс Олд Бойз
- 1912 Атлетико Аргенто (Росарио)
- 1913 Ньюэллс Олд Бойз
- 1914 Росарио Сентраль
- 1915 Росарио Сентраль
- 1916 Росарио Сентраль
- 1917 Росарио Сентраль
- 1918 Ньюэллс Олд Бойз
- 1919 Росарио Сентраль
- 1920 Тиро Федераль
- 1921 Ньюэллс Олд Бойз
- 1922 Ньюэллс Олд Бойз
- 1923 Росарио Сентраль
- 1924 Бельграно
- 1925 Тиро Федераль
- 1926 Тиро Федераль
- 1927 Росарио Сентраль
- 1928 Росарио Сентраль
- 1929 Ньюэллс Олд Бойз
- 1930 Росарио Сентраль